# Паяжината на Шарлот
Вижте пояснителната страница за други значения на Паяжината на Шарлот.
„Паяжината на Шарлот“ (Charlotte's Web) е роман за деца на американския писател Е. Б. Уайт. Книгата печели световна популярност и няколко литературни награди, и е публикувана за първи път през 1952 г. от Harper & Brothers in New York, с илюстрации на Гарт Уилямс.
Издадена за първи път на български език през 2012 година.

## Резюме
Романът разказва историята на малкото момиченце Фърн и неговата любов към прасенцето Уилбър, и за това, как умният паяк Шарлот спасява своя приятел от обичайната съдба на хубавите пълнички прасенца. Шарлот успява да измисли план, за какъвто никой друг не би могъл да се сети – тя изписва в паяжината си думите „ТОВА Е ПРАСЕТО, УДИВИТЕЛНО, СИЯЙНО, СКРОМНО“, с които описва изключителните му качества. Тя вярва, че ако успее да направи приятеля си достатъчно известен, той няма да бъде убит. Благодарение на усилията на паяка, и с помощта на лакомия плъх Темпълтън животът на Уилбър не само е спасен, но и му помага да спечели първа награда на местния панаир.

## Признание
„Паяжината на Шарлот“ е най-продаваната детска книга в света. Преведена е на 24 езика и е продадена в над 45 милиона копия. Включена в класацията на „Обзървър“ на 100-те най-велики романа на всички времена под номер 63.

## Адаптации
През 1973 г. по книгата е направена анимационна адаптация от Hanna-Barbera Productions и Paramount Pictures. През 2003 г. директно на видео излиза продължението „Паяжината на Шарлот 2: Голямото приключение на Уилбър“ (Charlotte's Web 2: Wilbur's Great Adventure). По оригиналната история на Е. Б. Уайт е създаден и едноименен игрален филм, чиято премиера е на 15 декември 2006 г. По тази адаптация е направена видеоигра, която излиза на 12 декември същата година.